# Lamyctes
Lamyctes är ett släkte av mångfotingar som beskrevs av Frederik Vilhelm August Meinert 1868. Lamyctes ingår i familjen fåögonkrypare.

## Dottertaxa tillLamyctes, i alfabetisk ordning[1][2]
- Lamyctes adisi
- Lamyctes africanus
- Lamyctes albipes
- Lamyctes anderis
- Lamyctes andinus
- Lamyctes baeckstroemi
- Lamyctes caducens
- Lamyctes caeculus
- Lamyctes cairensis
- Lamyctes calbucensis
- Lamyctes castaneus
- Lamyctes cerronus
- Lamyctes coeculus
- Lamyctes cuzcotes
- Lamyctes diffusus
- Lamyctes emarginatus
- Lamyctes gracilipes
- Lamyctes guamus
- Lamyctes hellyeri
- Lamyctes inermipes
- Lamyctes insulanus
- Lamyctes leleupi
- Lamyctes leon
- Lamyctes liani
- Lamyctes medius
- Lamyctes microporus
- Lamyctes neglectus
- Lamyctes neotropicus
- Lamyctes nesiotes
- Lamyctes omissus
- Lamyctes orthodox
- Lamyctes oticus
- Lamyctes pachypes
- Lamyctes pinampus
- Lamyctes pius
- Lamyctes remotior
- Lamyctes robustus
- Lamyctes taulisensis
- Lamyctes tivius
- Lamyctes tolucanus
- Lamyctes transversus
- Lamyctes tristani